# Truly Madly Deeply
"Truly Madly Deeply" é uma canção da dupla australiana Savage Garden, lançada como o terceiro single de seu álbum de estreia. O compacto foi lançado na Austrália em março de 1997, através da Roadshow e Warner Music, sendo posteriormente lançado internacionalmente. 
A canção foi composta pelos companheiros de banda Darren Hayes e Daniel Jones, com produção de Charles Fisher. "Truly Madly Deeply" alcançou enorme êxito nacional e internacionalmente, atingindo o primeiro lugar na Austrália, Canadá e Estados Unidos, tornando-a canção assinatura do Savage Garden.

## Composição
Tendo conseguido êxito com o single "I Want You" (1996), Darren Hayes e Daniel Jones foram enviados para Sydney por oito meses para gravar o material para o álbum de estreia da banda. Para Hayes, foi sua primeira vez longe de sua família e de sua terra natal, Brisbane. A saudade de sua família e de sua então esposa, o levou a escrever "Truly Madly Deeply", uma canção que expressava esses sentimentos. Seu refrão foi discutido até o último momento, pois Jones sentiu que o refrão não se encaixava no restante da faixa ou em outro material do Savage Garden. Mais tarde, um novo refrão foi criado e, no dia seguinte, a dupla o levou ao estúdio gravando-a como um teste, o qual o produtor Charles Fisher aprovou.
Existem duas versões de "Truly Madly Deeply". A primeira foi disponibilizada na versão australiana do álbum da dupla, enquanto a segunda versão está presente no lançamento do álbum na Europa e Américas. 

## Videoclipe
Para a divulgação da canção, dois vídeos musicais foram produzidos: um para seu lançamento original na Austrália, dirigido por Tony McGrath, e outro para o mercado internacional, filmado em diversas locações em Paris, na França, dirigido por Adolfo Doring.

## Prêmios
"Truly Madly Deeply" venceu o ARIA Music Awards de 1997 nas categorias de Single do Ano e Single Mais Vendido do Ano. Em 2019, a canção foi adicionada à lista de gravações audiovisuais da National Film and Sound Archive da Austrália, por sua relevância "cultural, histórica e estética".

## CD Single
| Austrália - CD single 1. "Truly Madly Deeply" 2. "Promises" 3. "Truly Madly Deeply" (Night radio mix) - Maxi-CD single 1. "Truly Madly Deeply" 2. "Promises" 3. "Truly Madly Deeply" (Night radio mix) 4. "I Want You" (Bastone club mix) 5. "I Want You" (I Need I want mix) Europa - CD1 1. "Truly Madly Deeply" – 4:37 2. "I'll Bet He Was Cool" – 4:58 - CD2 1. "Truly Madly Deeply" – 4:38 2. "Truly Madly Deeply" (Australian version) – 4:38 3. "Truly Madly Deeply" (Night radio mix) – 4:35 4. "This Side of Me" – 4:09 5. "Love Can Move You" – 4:47 | Estados Unidos - CD, compacto simples e cassette 1. "Truly Madly Deeply" – 4:37 2. "I'll Bet He Was Cool" – 4:58 Reino Unido - CD1 1. "Truly Madly Deeply" (Album version) – 4:38 2. "Truly Madly Deeply" (Australian version) – 4:38 3. "This Side of Me" – 4:09 4. "Love Can Move You" – 4:47 - CD2 1. "Truly Madly Deeply" (Album version) – 4:38 2. "Truly Madly Deeply" (Night radio mix) – 4:35 3. "I Want You" (Album version) – 3:52 4. "I'll Bet He Was Cool" – 3:58 - Cassette 1. "Truly Madly Deeply" (Album version) – 4:38 2. "I Want You" (Album version) – 3:52 Japão - Ver Truly Madly Deeply – Ultra Rare Tracks |

## Desempenho nas tabelas musicais
| Tabela musical (1997–1998)                    | Melhor posição |
| --------------------------------------------- | -------------- |
| Alemanha (Offizielle Deutsche Charts)         | 11             |
| Austrália (ARIA)                              | 1              |
| Áustria (Ö3 Austria Top 75)                   | 2              |
| Bélgica (Ultratop 50 de Flandres)             | 4              |
| Bélgica (Ultratop 50 da Valônia)              | 5              |
| Canadá (RPM Top Singles)                      | 1              |
| Canadá (RPM Adult Contemporary)               | 1              |
| Croácia (HRT)                                 | 2              |
| Escócia (Scottish Singles Chart)              | 5              |
| Estados Unidos (Billboard Hot 100)            | 1              |
| Estados Unidos (Billboard Adult Contemporary) | 1              |
| Estados Unidos (Billboard Adult Top 40)       | 2              |
| Estados Unidos (Billboard Mainstream Top 40)  | 1              |
| Estados Unidos (Billboard Rhythmic)           | 10             |
| Europa (Eurochart Hot 100)                    | 3              |
| Finlândia (Suomen virallinen lista)           | 13             |
| França (SNEP)                                 | 9              |
| Grécia (IFPI)                                 | 9              |
| Guatemala (El Siglo de Torreón)               | 4              |
| Islândia (Íslenski Listinn Topp 40)           | 8              |
| Irlanda (IRMA)                                | 2              |
| Itália (Musica e dischi)                      | 4              |
| Nova Zelândia (Recorded Music NZ)             | 12             |
| Noruega (VG-lista)                            | 2              |
| Países Baixos (Dutch Top 40)                  | 6              |
| Países Baixos (Single Top 100)                | 8              |
| Polônia (Music & Media)                       | 2              |
| Reino Unido (UK Singles Chart)                | 4              |
| Suécia (Sverigetopplistan)                    | 2              |
| Suíça (Schweizer Hitparade)                   | 7              |

| Tabela musical (1997) | Posição |
| --------------------- | ------- |
| Austrália (ARIA)      | 7       |

| Tabela musical (1998)                         | Posição |
| --------------------------------------------- | ------- |
| Alemanha (Official German Charts)             | 37      |
| Áustria (Ö3 Austria Top 40)                   | 13      |
| Bélgica (Ultratop 50 Flanders)                | 21      |
| Bélgica (Ultratop 50 Wallonia)                | 40      |
| Canadá Top Singles (RPM)                      | 6       |
| Canadá Adult Contemporary (RPM)               | 40      |
| Estados Unidos (Billboard Hot 100)            | 4       |
| Estados Unidos Adult Contemporary (Billboard) | 1       |
| Europa (Eurochart Hot 100)                    | 12      |
| França (SNEP)                                 | 21      |
| Países Baixos (Dutch Top 40)                  | 41      |
| Países Baixos (Single Top 100)                | 56      |
| Reino Unido Singles (OCC)                     | 10      |
| Suécia (Sverigetopplistan)                    | 9       |
| Suíça (Schweizer Hitparade)                   | 33      |

| Tabela musical (1999)                         | Posição |
| --------------------------------------------- | ------- |
| Estados Unidos Adult Contemporary (Billboard) | 5       |

| Tabela musical (2000)                         | Posição |
| --------------------------------------------- | ------- |
| Estados Unidos Adult Contemporary (Billboard) | 25      |

| Tabela musical (1990–1999)         | Posição |
| ---------------------------------- | ------- |
| Áustria (Ö3 Austria Top 40)        | 50      |
| Estados Unidos (Billboard Hot 100) | 63      |

| Tabela musical                               | Posição |
| -------------------------------------------- | ------- |
| Estados Unidos (Billboard Hot 100)           | 39      |
| Estados Unidos Mainstream Top 40 (Billboard) | 21      |

## Histórico de lançamento
| Região         | Data                    | Formato(s)  | Gravadora(s)                | Ref.   |
| -------------- | ----------------------- | ----------- | --------------------------- | ------ |
| Austrália      | 3 de março de 1997      | CD cassette | Roadshow Music Warner Music |        |
| Estados Unidos | 18 de novembro de 1997  | CD          | Columbia                    | [ 64 ] |
| Reino Unido    | 16 de fevereiro de 1998 | CD cassette | Columbia                    | [ 65 ] |

## Regravações

### Versão de Sandy & Júnior
A canção foi regravada pela dupla brasileira Sandy & Junior, recebendo uma versão em português, intitulada "No Fundo do Coração". A faixa foi lançada em setembro de 1998, como o terceiro single do oitavo álbum da dupla, Era Uma Vez... Ao Vivo. O álbum foi certificado diamante no Brasil em 1999 pela Associação Brasileira de Produtores de Discos (ABPD) pelas vendas de mais de 1,8 milhão de cópias somente no país.

### Versão de Cascada
O grupo alemão Cascada lançou um cover de "Truly Madly Deeply" em 2007. Sendo o segundo single lançado no Reino Unido e na Alemanha. Há duas versões para a música, a versão "slow" que contém as batidas originais do grupo e a versão "fast", mais dançante.

### Faixas e formatos
CD single Parte 1 (Reino Unido)
1. "Truly Madly Deeply" [radio edit] – 2:57
2. "Everytime We Touch" – 3:19

 CD single Parte 2 (Reino Unido)
1. "Truly Madly Deeply" [radio edit] – 2:57
2. "Truly Madly Deeply" [album version] – 4:14
3. "Truly Madly Deeply" [club mix] – 4:34
4. "Truly Madly Deeply" [Styles & Breeze remix] – 5:03
5. "Truly Madly Deeply" [Thomas Gold remix] – 8:32
6. "Truly Madly Deeply" [DJ Bomba & El Senor remix] – 6:49
7. "Truly Madly Deeply" [Frisco Remix] – 6:07

| 12" single (Alemanha) 1. "Truly Madly Deeply" [2-4 Grooves Remix] – 6:00 2. "Truly Madly Deeply" [Thomas Gold Remix] – 8:29 CD single (Alemanha) 1. "Truly Madly Deeply" [radio edit] – 2:55 2. "Truly Madly Deeply" [Thomas Gold radio edit] – 3:36 3. "Truly Madly Deeply" [2-4 Grooves radio edit] – 3:27 4. "Truly Madly Deeply" [album version] – 4:12 5. "Truly Madly Deeply" [Candy radio edit] – 3:18 12" single (E.U.A) 1. "Truly Madly Deeply" [radio edit] – 2:58 2. "Truly Madly Deeply" [album version] – 4:12 3. "Truly Madly Deeply" [Thomas Gold radio edit] – 3:38 4. "Truly Madly Deeply" [Tune Up! radio edit] – 2:58 5. "Truly Madly Deeply" [Thomas Gold remix] – 8:30 6. "Truly Madly Deeply" [UK club mix] – 4:34 7. "Truly Madly Deeply" [Tune Up! remix] – 4:35 8. "Truly Madly Deeply" [Styles & Breeze remix] – 4:58 9. "Truly Madly Deeply" [DJ Bomba & El Senor remix] – 6:48 10. "Truly Madly Deeply" [Frisco remix] – 6:00 | Austrália (2007) 1. Truly Madly Deeply (2-4 Grooves Radio Edit) 3:30 2. Truly Madly Deeply (UK Radio Edit) 2:54 3. Truly Madly Deeply (Radio Pop Mix) 4:14 4. Truly Madly Deeply (Ivan Filini Radio Edit) 3:07 5. Truly Madly Deeply (album Version) 6. Truly Madly Deeply (Styles & Breeze Remix) 5:03 7. Truly Madly Deeply (Tune Up! Remix) 4:35 8. Truly Madly Deeply (DJ Bomba & El Senor Remix) 6:49 9. Truly Madly Deeply (Thomas Gold Remix) 8:30 Outros remixes - Truly Madly Deeply (Alex K Remix) 6:15 - Truly Madly Deeply (Original Dance Remix (Asian Edition) - Truly Madly Deeply (Original Dance Edit (Asian Edition) |

### Desempenho nas tabelas musicais
| Tabela musical (2006–2007)                        | Melhor posição |
| ------------------------------------------------- | -------------- |
| Alemanha (Offizielle Deutsche Charts)             | 26             |
| Austrália (ARIA)                                  | 39             |
| Austrália (ARIA Dance Chart)                      | 7              |
| Áustria (Ö3 Austria Top 75)                       | 22             |
| Bélgica (Ultratip Bubbling Under de Flandres)     | 10             |
| Bélgica (Ultratop 50 da Valônia)                  | 25             |
| Escócia (Scottish Singles Chart)                  | 3              |
| Estados Unidos (Billboard Dance/Mix Show Airplay) | 14             |
| Europa (Eurochart Hot 100)                        | 14             |
| Finlândia (Suomen virallinen lista)               | 16             |
| Hungria (Dance Top 40)                            | 25             |
| Hungria (Single Top 40)                           | 3              |
| Países Baixos (Dutch Top 40)                      | 29             |
| Países Baixos (Single Top 100)                    | 25             |
| Reino Unido (UK Singles Chart)                    | 4              |
| Suécia (Sverigetopplistan)                        | 11             |

| Tabela musical (2007)      | Posição |
| -------------------------- | ------- |
| Australian Dance (ARIA)    | 31      |
| Europa (Eurochart Hot 100) | 92      |
| Suécia (Sverigetopplistan) | 89      |
| UK Singles (OCC)           | 95      |